# Benedikt Burghardt

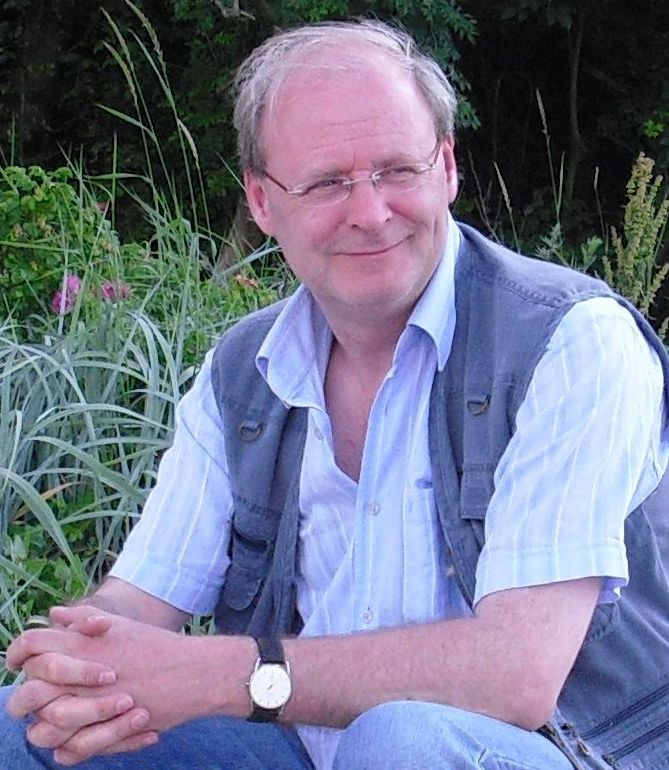
Benedikt Burghardt

Benedikt Burghardt (* 1960 in Essen) ist ein deutscher Komponist, Dirigent und Dozent.

## Biografie
Benedikt Burghardt studierte Konzertgitarre, Musiktheorie & Komposition, Dirigieren, Musikpädagogik und Harmonikale Grundlagenforschung in Essen, Darmstadt, Stuttgart, Wien und Buenos Aires.
Er war Teilnehmer an Meisterkursen für Komposition der IGNM (ISCM), u. a. mit Ivo Malec, Reiner Febel, Helmut Lachenmann, Paul Méfano, Mariano Etkin.
Seine Lehrer waren u. a. Guillermo (Wilhelm) Graetzer, Peter-Michael Riehm und Toni Völker.
Nach Aufenthalten in Buenos Aires, lebte er von 1987 bis 2002 in Wien.
Dort war er als Komponist, Dirigent, Schulmusiker und Dozent tätig. Er war von 1989 bis 1994 Dozent für Musik an der Goetheanistischen Studienstätte Wien in den Fachbereichen Musikpädagogik, Musiktheorie und Ensembleleitung.
Er ist Mitbegründer der Freien Musikschule Wien und unterrichtete dort bis 2002 die Fächer Musiktheorie, Improvisation und Komposition.
1999–2001 war er Lehrbeauftragter am Konservatorium der Stadt Wien mit Improvisationskursen, -workshops und -konzerten an Wiener Musikschulen.
Seit 1994 hält er Seminare und Vorträge mit Themen aus den Bereichen Musikpädagogik, Harmonik und Musikphilosophie.
2002 übersiedelte er nach Hamburg. Hier war er bis 2009 als Dozent an der Berufsfachschule Hamburg School of Music (Musikgeschichte, Musikpädagogik, Formenlehre, Melodielehre und Kontrapunkt) beschäftigt.
Seit 2009 arbeitet er als Dozent im Fachbereich Musik am Seminar für Waldorfpädagogik Hamburg, ist daneben Gastdozent an der Freien Hochschule Stuttgart und Leiter mehrerer Chöre in Hamburg und Umland.
Nach dem Tode von Peter-Michael Riehm († 2007) wurde er Mitbegründer des Peter-Michael Riehm Institutes an der Freien Hochschule Stuttgart.
Benedikt Burghardt schrieb zahlreiche Kompositionen in den Bereichen: Solowerk, Kammermusik, Lied, Chor-, Bühnen- und Orchestermusik, darunter auch Werke für Schüler und Laien. Er wurde in verschiedenen europäischen Ländern aufgeführt, u. a. bei den World Music Days 2003 der IGNM (ISCM) in Maribor/Slowenien, den Weimarer Frühjahrstagen für zeitgenössische Musik, den Tagen für Neue Musik in Darmstadt, beim internationalen Kongress Komponieren im Europa des 21. Jahrhunderts 2006 in Wien, sowie den Days of Macedonian Music 2013, den ISCM World New Music Days und WIEN MODERN 2013.

## Kompositionspreise und -förderungen
- 1995 Kompositionsförderung durch das Bundesministerium für Wissenschaft, Forschung und Kunst, Wien
- 1996 Preisträger beim Josef-Reinl-Kompositionswettbewerb, Wien
- 1997 Preisträger beim Josef-Reinl-Kompositionswettbewerb, München
- 1998 Kompositionsförderung im Rahmen des Staatsstipendiums durch das Bundeskanzleramt des Staates Österreich
- Zweimal erster Preis beim Louis-Pinck-Kompositionswettbewerb des Saar-Sängerbundes, Saarländischen Rundfunks und Kultusministers, Saarbrücken, sowie Kompositionsförderpreis der Theodor-Körner-Stiftung, Wien
- 1999 Preisträger beim Anton-Bruckner-Kompositionswettbewerb, Linz
- 2000 Erster Preis beim internationalen Kompositionswettbewerb ‘Guido d’Arezzo in Arezzo/Italien
- 2002 Zweiter Preis beim internationalen Gustav-Mahler-Kompositionswettbewerb der Stadt Klagenfurt/Österreich und Preisträger beim Louis-Pinck-Kompositionswettbewerb des Saar-Sängerbundes mit Sonderpreis des Kultusministers, Saarbrücken
- 2006 Valentin-Becker-Preis der Stadt Bad Brückenau
- 2011 Preisträger beim IGNM-Wiener-Jeunesse-Kammerchor-Vokalwettbewerb, Wien
- 2013 Preisträger beim internationalen Kompositionswettbewerb der Internationalen Sommerakademie Mozarteum Salzburg
- 2016 Valentin-Becker-Preis der Stadt Bad Brückenau

## Schriften
Die Obertonreihe – Eine phänomenologische Zusammenschau, Stuttgart 2013, ISBN 978-3-944911-03-8

## Verlage
- Musikverlag B.Hayo und Cantus Quercus Press/USA